# Röntgenverordnung (Schweiz)
Die Verordnung über den Strahlenschutz bei medizinischen Röntgenanlagen, kurz  Röntgenverordnung, ist eine Verordnung für den  Strahlenschutz im medizinischen Bereich in der Schweiz. Sie wurde am 20. Januar 1998 vom Eidgenössischen Departement des Innern erlassen und trat am 1. April 1998 in Kraft.
Laut Artikel 1 Nr. 1 regelt sie „den Strahlenschutz von Patienten und Patientinnen, Personal sowie Drittpersonen bei der Inbetriebnahme und bei der Anwendung von medizinischen Röntgenanlagen (Röntgenanlagen) mit Röhrenspannungen bis 300 kV, mit denen Photonenstrahlung mit einer Energie von über 5 keV künstlich erzeugt wird und die zur Diagnose oder Therapie an Menschen oder Tieren dienen.“